# VfR Lübeck
VfR Lübeck (celým názvem: Verein für Rasensport Lübeck e. V.) byl německý fotbalový klub, který sídlil ve městě Lübeck v provincii Šlesvicko-Holštýnsko. Založen byl v roce 1923. Zanikl v roce 1931 po fúzi s SV Polizei Lübeck. V průběhu své existence býval účastníkem Severoněmeckého fotbalového mistrovství. Klubové barvy byly černá a žlutá.
Své domácí zápasy odehrával na Sportstätte Wilhelmshöhe.

## Historické názvy
Zdroj: 
- 1923 – VfR Lübeck (Verein für Rasensport Lübeck e. V.)
- 1931 – fúze s SV Polizei Lübeck ⇒ zánik